# El príncipe encadenado
El príncipe encadenado (en italià Il principe dei vichinghi) és una pel·lícula dramàtica coproducció hispano-italiana de 1960 dirigida per Luis Lucia Mingarro. Es tracta d'una adaptació de l'obra La vida es sueño de Pedro Calderón de la Barca seguint els esquemes tradicionals del cinema "de qualitat", amb decorats de Sigfrido Burmann.

## Repartiment
- Anastasio Campoy
- Juan Cortés
- Alfonso de la Vega
- Javier Escrivá
- Margarita Laos
- Katia Loritz
- Javier Loyola
- María Mahor
- Ángel Menéndez
- Antonio Molino Rojo
- Luis Morris
- Paul Naschy - Cap mongol
- Pedro Osinaga
- Luis Prendes
- Antonio Queipo
- Luis Rico
- Lorenzo Robledo
- Pedro Rodríguez de Quevedo
- Antonio Vilar

## Premis
Medalles del Cercle d'Escriptors Cinematogràfics
| Any  | Categoria               | Pel·lícules         |
| ---- | ----------------------- | ------------------- |
| 1960 | Millor pel·lícula       |                     |
| 1960 | Millor director         | Luis Lucia Mingarro |
| 1960 | Millor actriu principal | María Mahor         |
| 1960 | Millors decorats        | Sigfrido Burmann    |
| 1960 | Millor fotografia       | Alejandro Ulloa     |